# Bryophaenocladius novosemliae
Bryophaenocladius novosemliae är en tvåvingeart som först beskrevs av Jean-Jacques Kieffer 1922.  Bryophaenocladius novosemliae ingår i släktet Bryophaenocladius och familjen fjädermyggor. Inga underarter finns listade i Catalogue of Life.